# TOKIE
TOKIE（ときえ、1965年7月1日 - ）は、東京都生まれの女性ベーシストである。

## 人物
ポップ・ミュージックからラウドロックまで幅広いジャンルの楽曲をエレクトリックベースとエレクトリック・アップライト・ベースで自在に弾きこなす確かなテクニックと華のあるパフォーマンスで数々のアーティストのライブやレコーディングに参加するベーシスト。
近年は、大友良英,芳垣安洋とのトリオでライブを行ったり、ビル・ラズウェル、中村達也、山下洋輔らのギグにゲスト出演など、フリー・ミュージック、ジャズ奏者との交流も持つようになった。趣味は料理。

## 来歴
中学時代、ブラスバンド部でコントラバスと出会い、ベースの魅力を知る。高校でエレクトリックベースに持ち替えてバンド活動を始める。
1989年、当時加入していたバンド「NORMA JEAN」で、TBS『三宅裕司のいかすバンド天国』に出場。バンドは勝ち抜いたものの、当人は一週限りで脱退する。
1993年、単身ニューヨークへ渡る。イースト・ヴィレッジで知り合ったアメリカ人やフランス人、イスラエル人で結成した多国籍ノイズミュージック系バンド「サルファー」を結成。1995年までの活動の間、CBGBやニッティング・ファクトリーなどでライブを行い、アルバムも1枚リリースする。
1996年に帰国。富樫春生のバンド「ボンボコ」を皮切りに、hitomiなど様々なアーティストのサポートを開始、コンサートやレコーディングの現場でベーシストとして腕を磨く。
1997年に「RIZE」結成。2000年にはシングル『カミナリ』でメジャー・デビューを果たす。一方でRIZE在籍中の2000年にUA、浅井健一が結成したAJICOに椎野恭一と共に参加。
2001年にRIZEを脱退、AJICOも活動休止。新たに中村達也率いるロック・ジャム・バンド「LOSALIOS」に加入する。
2006年には青木裕（ギター）、城戸紘志（ドラム）と共に、器楽曲ロック・バンド「unkie」（アンキー）を結成。
2012年、HISASHI（ギター兼リーダー）、EXILE TAKAHIRO（ボーカル）、宮上元克（ドラムス）とロックバンド「ACE OF SPADES」を結成。
2013年10月、LOVE、山口美代子（DETROITSEVEN）というそれぞれに独立したキャリアを持つ女性メンバーでロックンロール・スリーピース・バンド「THE LIPSMAX」を結成した。
2018年、「HEA」（ヒア）に加入。
2023年12月26日の深夜、山口洋の誕生日に、HEATWAVEのギター＆ボーカルの山口と結婚したことを発表した。

## 活動

### 在籍バンド
- NORMA JEAN（1989年）
- サルファー（1993年 - 1995年）
- ボンボコ（2000年まで在籍）
- RIZE（1997年 - 2001年）
- AJICO（2000年 - 2001年、2021年 - ）
- LOSALIOS（2002年 - ）
- unkie（2006年 - ）
- ACE OF SPADES（2012年 - ）
- THE LIPSMAX（2013年 - ）
- Heavenstamp（2013年 - ）
- Cell no.13（2016年 - ）
- HEA（2017年 - ）

### プロデュース
- uhnellys
- WHERE'S ANDY

### レコーディング参加
- 新居昭乃
- 安藤裕子
- YVE
- Itsco
- INORAN
- 上戸彩
- 244 ENDLI-x
- 鬼束ちひろ
- 清竜人
- 清春
- 木村カエラ
- GLIM SPANKY
- さかいゆう
- SAKURA
- 櫻井敦司
- Superfly
- Char
- 辻仁成
- 土屋アンナ
- TK from 凛として時雨
- Def Tech
- Tourbillon
- 長澤知之
- 中納良恵
- 日華
- 原田郁子
- Bank Band
- 福原美穂
- BREAKERZ
- 布袋寅泰
- 雅-MIYAVI-
- LEO今井
- Leyona
- WISE
- 宮本浩次

### ライブ / ツアー参加
- 安室奈美恵
- 安藤裕子
- ichiro
- 井上陽水
- 江口洋介
- 及川光博
- 甲斐よしひろ
- 吉川晃司
- 清竜人
- SUGIZO
- Char
- 辻仁成
- 土屋昌巳
- TK from 凛として時雨
- Def Tech
- Tourbillon
- 長澤知之
- 林田健司
- hitomi
- 布袋寅泰
- My Little Lover